# Shankaboot
Shankaboot est une webfiction interactive filmée à Beyrouth et ses environs, au Liban. Première websérie du monde arabe, elle a été produite par la BBC (Londres) et Batoota Film et a remporté le premier prix dans la catégorie des émissions numériques, rubrique fiction, aux International Emmy Awards en avril 2011.

## Synopsis
Shankaboot – La série nous mène au cœur du Beyrouth moderne à travers le regard de Souleyman, un insouciant livreur de 15 ans dont l’on suit les tribulations tragicomiques sur sa mobylette surnommée Shankaboot. En chemin, on croise Roueida, 19 ans, qui fuit un mari violent et se rêve en vedette de la chanson et le mystérieux Chadi, âgé d’une vingtaine d’années et de nombreux autres personnages entraînés dans des aventures à rebondissements où l’humour est omniprésent.
Une des ambitions de la série - produite en arabe dialectal, le libanais - est de présenter la vie quotidienne de jeunes beyrouthins de façon très réaliste, dans une capitale marquée par les contrastes entre tradition et modernité. Pour ce faire, les créateurs de la série ont choisi des acteurs amateurs pour la plupart, « cueillis dans la rue » selon les mots de la productrice Katia Saleh, dont le jeu atteint un naturel rarement vu à la télévision arabe.
Prostitution, corruption, pauvreté, toxicomanie, religion, discrimination des travailleurs étrangers, sexisme, violence à l’encontre des femmes… Shankaboot traite de problèmes sociaux tabous dans le monde arabe et permet l'échange d'opinions parmi les jeunes internautes de la région. La page Facebook de Shankaboot et Twitter leur permettent d’interagir avec la série et les autres spectateurs. Entre les saisons, les fans suivent « Inside Shankaboot », un rendez-vous hebdomadaire sur les événements liés à la série ou ses anecdotes. Ces courtes vidéos divulguent les pensées, les envies des personnages, leurs explications de certains événements ou des moments drôles ayant eu lieu lors de la production de la série. Les éléments interactifs de la série sont disponibles en anglais et en arabe.
À l’automne 2010, en marge de Shankaboot, a été lancée Shankactive, une plate-forme créative où les jeunes du Proche-Orient peuvent téléverser des vidéos ou de la musique inspirées par la série, et se former à la production de vidéo pour créer leurs histoires en utilisant une variété d’outils audiovisuels.

## Production
Les cinq saisons se composent d’environ trente épisodes de quatre à cinq minutes. La première a été produite à Beyrouth en 2009, essentiellement dans le quartier de Bourj Hammoud, un quartier densément peuplé à l’est de Beyrouth. La deuxième saison a été filmée à Beyrouth et dans la plaine de la Bekaa. Les autres saisons ont été filmées essentiellement à Beyrouth.
Shankaboot est produit par Batoota Films en association avec la BBC World Service Trust et The Welded Tandem Picture Company. La musique est de Rayess Bek, Mashrou3 Leila, Zeid Hamdan et Tania Saleh.
Shankaboot est diffusée depuis janvier 2012 sur le site de la télévision ARTE qui a produit une version sous-titrée en français et en allemand.

## Distribution
- Hassan Akil
- Samira Kawas
- Nasry El Sayegh
- Latifa Saade
- Juliana Yazbeck
- Saseen Kawzally
- Moudi Hamadi
- Marwa Khalil